# Uzumaki – Spiral Into Horror
Uzumaki – Spiral Into Horror (jap. うずまき, Uzumaki, dt. „Spiralen“) ist eine Manga-Serie von Junji Itō, die von 1998 bis 1999 in Japan erschien. Sie wurde im Jahr 2000 unter dem Titel Uzumaki verfilmt, erhielt im Jahr 2024 eine Anime-Adaption und ist in die Genres Horror und Mystery einzuordnen.

## Inhalt
In der Kleinstadt Kurouzu treten immer wieder übernatürliche Phänomene im Zusammenhang mit Spiralen auf. Diese werden zunächst nur von Shuichi Saito bemerkt, dessen Vater oft Teil der Phänomene ist. Shuichis Freundin Kirie Goshima bemerkt zunächst nichts Außergewöhnliches und sorgt sich um Shuichis Gesundheit. Doch die Ereignisse werden häufiger und drastischer. Mit der Zeit werden die Einwohner des Ortes besessen von Spiralen oder paranoid, es kommt zu grausamen Todesfällen, und bald verwandeln sich die Menschen in andere, spiralförmige Wesen.

## Veröffentlichung
Die Mangaserie erschien in Einzelkapiteln im Magazin Weekly Big Comic Spirits von Januar 1998 bis August 1999. Der Verlag Shogakukan brachte die Serie auch in drei Sammelbänden heraus.
Carlsen Comics veröffentlichte die Serie von Oktober 2013 bis März 2014 in einer deutschen Fassung. Bei Viz Comics erschien eine englische Übersetzung, nachdem die Serie bereits im Magazin Pulp erschienen war. Bei Planeta DeAgostini Comics kam eine spanische Ausgabe heraus, bei Tonkam eine französische und bei Conrad in Brasilien eine portugiesische.

## Animeserie
Als japanisch-amerikanische Koproduktion entstand bei den Studios Fugaku und Akatsuki eine vierteilige Kurzserie zum Manga. Regie führten Hiroshi Nagahama und Yuji Moriyama und die Drehbücher schrieb Aki Itami. Das Charakterdesign wurde von Hirokazu Satō adaptiert und die künstlerische Leitung lag bei Rie Oda, Takeshi Satō, Duc Song An Nguyen und Thi Toan Phan. Die 3D-Animationen leitete Hiroshi Nagahama und Tonregie führte Yasushi Nagura. Die vier Folgen wurden vom 29. September bis 20. Oktober 2024 bei Adult Swim gezeigt.

### Synchronisation
| Rolle          | japanischer Stimme (Seiyū) |
| -------------- | -------------------------- |
| Shuichi Saito  | Shin’ichirō Miki           |
| Kirie Goshima  | Uki Satake                 |
| Mitsuo Goshima | Yūko Sanpei                |

### Musik
Die Musik der Serie komponierte Colin Stetson und das Vorspannlied Dojoji no Kotoriuta stammt von Uki Satake.

## Rezeption
Die englische Ausgabe wurde 2002 und 2003 für den Eisner Award in der Kategorie Best U.S. Edition of International Material nominiert. Laut der Zeitschrift Animerica gelingt es Junji Ito, aus einem so alltäglichen und natürlichen Muster wie Spiralen etwas Furchteinflößendes zu machen. So schaffe er eine ungewöhnliche, zeitlose Horrorgeschichte, die beim Lesen auch Spaß macht und in den auch vorkommenden romantischen Szenen mit den Hauptfiguren mitfühlen lässt. Tiefsitzende Ängste, Besessenheit und Begehren seien die Themen der Serie. Die übernatürliche oder übersinnliche Veränderung von Figuren und Umgebung erinnere an die Werke H.P. Lovecrafts, und wie Edgar Allan Poe nehme sich Ito der Liebe und dem Verlangen nach Beachtung als Themen des Horrors an. Auch die deutsche MangasZene lobt, dass die Bedrohung dieser Geschichte kein Phantom oder Bösewicht ist, sondern gesichts- und körperlos, was sich schon bei den besten Horrorgeschichten als erfolgreiches Konzept bewiesen hat. Optisch setze Ito auf ein klassisches Paneling, inspiriert von früheren Horror-Zeichnern wie Kazuo Umezu: „Die rechten Winkel der Bilderbegrenzung, dominant auf jeder Seite, bringen erst wirklich die alles verschlingenden runden Wirbel zur Geltung. Jeder Schockmoment […] sitzt perfekt.“